# Hohenerxleben
Hohenerxleben ist ein Ortsteil der Stadt Staßfurt im Salzlandkreis. Bis 2003 war die Ortschaft an der Bode eine selbstständige Gemeinde.

## Geografie
Im Norden wird Hohenerxleben vom Saalenebenfluss Bode begrenzt. Östlich schließt sich der bewaldete ehemalige Schlosspark an, während das südliche und westliche Umland von landwirtschaftlichen Nutzflächen geprägt ist. Im Süden sind noch die Restlöcher des früheren Salzabbaus vorhanden. Die bebaute Ortsfläche umfasst 54 Hektar und liegt auf einer Höhe zwischen 71 und 76 Metern.

## Geschichte
Hohenerxleben wurde erstmals in einer Urkunde des römischen Papstes Innozenz III. vom 28. Februar 1205 als Errikesleva justa Bodam erwähnt. Vom 13. Jahrhundert an stand Hohenerxleben unter der Regierung der mehrfach wechselnden anhaltinischen Herrschaftshäuser, zuletzt von 1863 bis 1918 unter dem Herzogtum Anhalt. Die ersten Rittergutsbesitzer waren die Familie von Freckleben. Nachdem das Geschlecht von Freckleben 1435 ausgestorben war, ging das Gut an das anhaltinische Adelsgeschlecht von Hoym, das 1460 erstmals eine Kirche auf dem Gutsgelände errichtete. Bereits 31 Jahre später übernahm 1466 die Adelsfamilie von Krosigk das Rittergut als Lehen, durch den Kauf durch Lorenz von Krosigk ging es 1522 endgültig in den Besitz der Familie über. Lorenz von Krosigk machte Hohenerxleben zum Stammsitz der Familie und begann mit dem Bau des Schlosses Hohenerxleben. Im Dreißigjährigen Krieg wurde der Ort gebrandschatzt, auch die Kirche brannte ab. Sie wurde erst 1802 in der heutigen Form wieder aufgebaut. 
Nachdem Napoleon 1805 die europäischen Alliierten besiegt hatte, veranlasste er die Gründung des unter seinem Einfluss stehenden Rheinbundes, dem neben mehreren deutschen Staaten ab 1807 auch die anhaltinischen Herzogtümer beitraten. Nach der Niederlage Napoleons in den Befreiungskriegen fiel der Rheinbund 1815 auseinander. 1863 wurden die noch verbliebenen Herzogtümer Anhalt-Bernburg und Anhalt-Dessau zum Herzogtum Anhalt vereinigt, und es wurden erstmals Landkreise gebildet. Der Ort Hohenerxleben wurde dem Landkreis Bernburg zugeordnet. Mit der Eröffnung der Bahnstrecke Schönebeck–Güsten 1857 ergaben sich für Hohenerxleben Voraussetzungen für industrielle Strukturen. Auf dem Gutsgelände entstand eine Zuckerfabrik, und im nahegelegenen Leopoldshall entstanden durch den Salzabbau neue Arbeitsplätze. 1910 hatte Hohenerxleben 1.106 Einwohner, deren Zahl sich bis zum Ausbruch des Zweiten Weltkriegs 1939 auf 1015 verringerte. 
Im April 1945 wurde Hohenerxleben von der US-Armee eingenommen, wurde aber im bereits im Juli der Roten Armee übergeben. Der in der Sowjetischen Besatzungszone (SBZ) zwischen 1945 und 1946 durchgeführten Bodenreform fiel auch die Familie von Krosigk zum Opfer, das Gut Hohenerxleben wurde enteignet. Der Landwirtschaftsbetrieb wurde in ein Volkseigenes Gut umgewandelt, das Schloss ging ebenfalls in Staatsbesitz über und wurde als Landwirtschaftsschule genutzt. Nachdem 1949 auf dem Gebiet der SBZ die DDR gegründet worden war, führte diese 1952 eine Verwaltungsreform durch, mit der die bisherigen Länder abgeschafft und an ihrer Stelle Bezirke geschaffen wurden. Hohenerxleben kam mit dem Kreis Staßfurt zum Bezirk Magdeburg und verlor damit den territorialen Bezug zum ehemaligen anhaltischen Gebiet. 1964 lebten im Ort 1121 Einwohner. 
Nach der Deutschen Wiedervereinigung 1990 wurden das Volkseigene Gut und die seit den 1950er Jahren bestehende LPG aufgelöst sowie die landwirtschaftlichen Flächen privatisiert. Das Schloss, zuletzt Außenstelle der Fachschule für Staatswissenschaft Weimar, blieb bis 1997 leer und verfiel. Danach erwarb eine gemeinnützige, von einem Mitglied der Familie von Krosigk gegründete Stiftung das Schloss, sanierte es und gründete einen Hotel- und Kulturbetrieb. Ebenfalls Anfang der 1990er Jahre entstanden das Wohngebiet „Alte Schenkenbreite“ und das Gewerbegebiet „Am Kalkwerk“. Die 1829 eröffnete Schule musste 2001 wegen stark zurückgegangener Schülerzahlen schließen, das Schulhaus dient seitdem als Heimatmuseum. Am 1. März 2003 wurde Hohenerxleben in die Stadt Staßfurt eingemeindet.

## Religion
Hohenerxleben wurde durch die Reformation protestantisch geprägt. Die St.-Petri-Kirche in Hohenerxleben, die nach Simon Petrus benannt ist, gehört zum Pfarramt Nienburg im Kirchenkreis Bernburg der Evangelischen Landeskirche Anhalts.
Nachdem sich wieder Katholiken in Hohenerxleben niedergelassen hatten gehörten diese zur Kirchengemeinde Herz Jesu (Hecklingen). Seit mindestens den 1930er Jahren war Hohenerxleben eine Gottesdienststation der Kirchengemeinde Hecklingen. Es kam in Hohenerxleben zur Errichtung einer katholischen Kapelle, die sich an der Ecke Kreisstraße / Brunnengasse befand. Wegen Einsturz des Daches erfolgte die Aufgabe der Kapelle und am 15. April 2003 ihre Profanierung. 2013 wurde das Grundstück mit der Kapellenruine an privat verkauft. Heute ist St. Marien (Staßfurt) in rund fünf Kilometer Entfernung die nächstgelegene katholische Kirche.

## Verkehr
Die durch den Ort führende Kreisstraße 1304 stellt die Verbindung zur Landesstraße 73 her, über die nach Westen das fünf Kilometer entfernte örtliche Verwaltungszentrum Staßfurt und nach Osten die zwölf Kilometer entfernte Kreisstadt Bernburg erreicht werden. Über die Landesstraße wird nach drei Kilometern auch die Bundesautobahn 14 erreicht. Über den Bahnhof Staßfurt ist Hohenerxleben über Schönebeck (Elbe) mit der Landeshauptstadt Magdeburg verbunden.
Hohenerxleben lag nahe der Bahnstrecke Berlin–Blankenheim, nächster Bahnhof war Neugattersleben. Heutzutage ist der Bahnhof Staßfurt an der Bahnstrecke Schönebeck–Güsten der nächstgelegene SPNV-Anschluss.
Durch den Ort verläuft der Europaradweg R1, der das französische Boulogne-sur-Mer mit Sankt Petersburg in Russland verbindet.

## Sehenswürdigkeiten
| - Schloss Hohenerxleben - St.-Petri-Kirche |

## Persönlichkeiten
- Gebhard Friedrich von Krosigk (1579–1630), Besitzer des Schlosses Hohenerxleben und Ständeausschussmitglied
- Matthias von Krosigk (1616–1697), Landbesitzer, Diplomat und Kriegskommissar
- Jakob Anton von Krosigk (1624–1704), Herr auf Hohenerxleben, Landrat sowie Unterdirektor der anhaltischen Fürstentümer
- Ludolf Lorenz von Krosigk (1627–1673), kurbrandenburgischer Kriegsrat, Kammerherr und Obrist
- Anton Friedrich von Krosigk (1721–1779), Gutsbesitzer, Oberhauptmann und Landtagsunterdirektor
- Gebhard Anton von Krosigk (1754–1840), Besitzer des Schlosses Hohenerxleben
- Adolf von Krosigk (1799–1856), Besitzer des Schlosses Hohenerxleben und Landrat
- In Hohenerxleben wurde der Archäologe und Assyriologe Hermann Volrath Hilprecht (1859–1925) geboren.